# Elezioni parlamentari in Romania del 2020
Le elezioni parlamentari in Romania del 2020 si sono tenute il 6 dicembre per il rinnovo della Camera dei deputati e del Senato.
La formazione più votata, il Partito Social Democratico (PSD), ottenne il 29%, mentre il partito che sosteneva il governo uscente, il Partito Nazionale Liberale (PNL), conseguì il 25%.
Malgrado il risultato, il PNL riuscì a trovare un accordo per la formazione di un governo di coalizione con altre forze di centro-destra, Alleanza 2020 USR PLUS (15%) e Unione Democratica Magiara di Romania (6%), che il 23 dicembre 2020 sostennero la nascita di un esecutivo guidato dall'ex ministro delle finanze in area PNL Florin Cîțu.
Oltre al PSD, all'opposizione andò anche l'Alleanza per l'Unione dei Romeni (AUR), forza ultranazionalista ed euroscettica, che al voto del 6 dicembre ottenne il 9% delle preferenze.

## Sistema elettorale
Le elezioni rinnovarono le due camere del parlamento per un mandato di quattro anni, come previsto dall'art. 63 della Costituzione della Romania.
Il voto fu regolato dalla legge 208/2015, che prevedeva un sistema a scrutinio di lista su base proporzionale. La legge prevedeva l'elezione di un deputato ogni 73.000 abitanti e di un senatore ogni 168.000 abitanti. Alle 42 circoscrizioni per la Romania (una per ognuno dei distretti del paese, più una per Bucarest) si aggiungeva una circoscrizione per l'estero, che eleggeva 4 deputati e 2 senatori.
Per ogni lista era prevista una soglia di sbarramento calcolata al 5% dei voti espressi a livello nazionale, oppure al raggiungimento del 20% in almeno quattro circoscrizioni. Ad ognuno dei partiti delle minoranze etniche era garantito un rappresentante alla camera dei deputati a prescindere dalla soglia di sbarramento, a condizione che ottenessero un numero di voti pari o superiore al 5% del numero medio di voti per l'elezione di un deputato.
Il voto in Romania si svolse tra le 7:00 e le 21:00 ore locali di domenica 6 dicembre, mentre nelle circoscrizioni situate all'estero ebbe luogo tra le 7:00 e le 21:00 di sabato 5 e domenica 6 dicembre.

## Quadro politico
Le elezioni parlamentari del 2016 videro il chiaro successo del Partito Social Democratico (PSD) di Liviu Dragnea, che costituì un governo di coalizione con l'Alleanza dei Liberali e dei Democratici (ALDE) di Călin Popescu Tăriceanu, mentre il maggior partito di centro-destra, il Partito Nazionale Liberale (PNL), andò all'opposizione insieme all'Unione Salvate la Romania (USR), formazione progressista che si batteva per la lotta alla corruzione.
Dal 2017 al 2019 si susseguirono tre premier in area PSD: Sorin Grindeanu (gennaio-giugno 2017), Mihai Tudose (giugno 2017-gennaio 2018) e Viorica Dăncilă (gennaio 2018-novembre 2019). Il periodo fu caratterizzato dal duro conflitto tra il governo e le forze di opposizione sul tema delle riforme sulla giustizia portate avanti dalla maggioranza, che furono causa di ampie proteste della società civile, nonché di critiche da parte delle istituzioni europee e dell'opinione pubblica. Al fianco di PNL e USR, anche il presidente della repubblica Klaus Iohannis sostenne pubblicamente la lotta in difesa dello stato di diritto e si scagliò contro il PSD.
Le elezioni europee del 2019 segnarono il successo del PNL e la disfatta del partito di governo, che iniziò a calare nei sondaggi. Nel maggio 2019 il presidente del PSD Liviu Dragnea fu arrestato per malversazione, mentre un referendum in tema di giustizia promosso da Iohannis nella stessa giornata del voto europeo incontrò il favore popolare. Nel corso dei 2019 il clima politico vedeva la costante riconferma del PNL nei sondaggi, la crescita dell'Alleanza 2020 USR PLUS di Dacian Cioloș e Dan Barna e l'emergere di problemi interni al PSD, acuitisi dopo la sconfitta di Viorica Dăncilă alle elezioni presidenziali del novembre 2019, che portarono alla riconferma di Iohannis per un nuovo mandato da capo di stato fino al 2024.
Nell'ottobre 2019 il governo Dăncilă fu battuto da una mozione di sfiducia e costretto alle dimissioni. Al suo posto il presidente della repubblica incaricò il leader del PNL Ludovic Orban di formare un nuovo esecutivo, che fu sostenuto esternamente dalla maggior parte delle forze parlamentari tranne PSD e PRO Romania. Una nuova crisi politica, scaturita dal tentativo del presidente Iohannis e del PNL di forzare la celebrazione di elezioni anticipate, già nel febbraio 2020 portò alla fine del governo Orban I. Malgrado la mancanza di una maggioranza parlamentare stabile, lo stesso premier uscente nel mese di marzo riuscì ad ottenere la fiducia per la costituzione di un nuovo governo, investito per fronteggiare l'esplosione della pandemia di COVID-19.
Le elezioni locali del settembre 2020 precedettero le generali di dicembre, restituendo un quadro che vedeva il PNL primo partito del paese, seguito dal PSD. A Bucarest il candidato indipendente sostenuto sia da PNL che USR PLUS, Nicușor Dan, riuscì a superare il sindaco uscente del PSD Gabriela Firea.

## Scelta della data delle elezioni
Alla fine del luglio 2020 Camera dei deputati e Senato adottarono un progetto legislativo presentato da PSD, ALDE e UDMR che, a differenza di quanto previsto dalla legge in vigore, attribuiva allo stesso Parlamento la prerogativa di indicare la data per le elezioni generali, sottraendo tale competenza al Governo. Rifiutando di promulgare la legge, il 17 agosto presidente Iohannis presentò un'istanza alla Corte costituzionale.
Il 3 settembre il Governo adottò un decreto (Hotărâre nr.745/2020) che stabiliva al 6 dicembre la data prescelta per la celebrazione del voto.
Il 30 settembre il leader dell'ALDE Călin Popescu Tăriceanu, data la crisi sanitaria in atto, affermò che il suo partito avrebbe sostenuto la celebrazione di elezioni nel marzo 2021. Il 2 ottobre il deputato indipendente Adrian Dohotaru avanzò al Senato un progetto di legge per organizzare il voto nella giornata del 14 marzo 2021. Il PSD annunciò il proprio sostegno all'iniziativa. Il 7 ottobre il primo vice presidente del partito Sorin Grindeanu dichiarò che nel caso in cui il voto si fosse svolto il 6 dicembre, il paese avrebbe assistito ad una pericolosa impennata di casi di infezioni da COVID-19. Lo stesso parere fu condiviso dal presidente socialdemocratico Marcel Ciolacu, che riteneva necessario far slittare la data delle elezioni e accusava il governo Orban di aver perso il controllo della situazione nella gestione della pandemia e di essere interessato solamente ad andare al voto quanto prima per ragioni di calcolo politico.
Il 29 settembre la Corte costituzionale respinse il ricorso presentato in agosto dal capo di Stato, mentre le motivazioni della sentenza furono rese pubbliche il 14 ottobre. La corte affermava che il Parlamento avrebbe potuto decidere la data delle elezioni, da realizzarsi non oltre tre mesi dalla fine del mandato in corso, cioè al massimo tre mesi dopo il 20 dicembre 2020. Il 23 ottobre, però, Iohannis mandò nuovamente la legge in Parlamento per un ulteriore riesame.
Alla luce del rifiuto del capo di Stato di sostenere l'idea di posticipare le elezioni e per via del duro iter parlamentare richiesto, anche a causa dei tempi stretti per l'approvazione, tuttavia, il progetto di legge preparato dal PSD rimase irrealizzabile.

## Campagna elettorale e programmi
La campagna elettorale si aprì ufficialmente il 6 novembre e si concluse il 5 dicembre.

### Partito Social Democratico
Sin dalla sua elezione a presidente titolare del PSD avvenuta nell'agosto 2020, Marcel Ciolacu annunciò esplicitamente un forte distaccamento dalle politiche del partito degli anni precedenti, promettendo di escludere nuove diatribe con la giustizia e tentativi di influenzare la magistratura, nonché di battersi contro il nepotismo. Da programma il suo PSD si prefiggeva di rappresentare anche la classe media. In fase congressuale Ciolacu affermò che il partito non sarebbe più stato guidato un "padrone", ma da una squadra composta da professionisti. A tal riguardo, per ripulire la propria immagine, il PSD allontanò numerose figure al centro di controversie politiche che erano state personalmente vicine all'ex presidente Dragnea, come l'ex primo ministro Viorica Dăncilă, l'ex ministro degli interni Carmen Dan e l'ex ministro della giustizia Florin Iordache. Il presidente del consiglio nazionale del PSD Vasile Dîncu affermò che sarebbero state introdotte importanti modifiche nella selezione dei candidati alle parlamentari, in nome di un alto livello di integrità. Il PSD si augurava un maggior numero di giovani e donne. A conferma dei propositi di rinnovamento e di apertura al professionalismo Ciolacu presentò al pubblico le candidature nelle liste del PSD di numerosi esperti. Tra questi il presidente della Società romena di microbiologia Alexandru Rafila, il direttore dell'istituto nazionale di malattie infettive Matei Balș Adrian Streniu Cercel, il rettore dell'Università di medicina e farmacia di Târgu Mureș Leonard Azamfirei e l'ex giudice della Corte costituzionale Maya Teodoroiu. Tra gli altri argomenti utilizzati in campagna elettorale il PSD fece leva sull'adozione di importanti misure sul piano della sanità, dell'economia e dell'istruzione, in contrapposizione alle iniziative intraprese dal PNL in questi campi nel periodo di emergenza sanitaria.

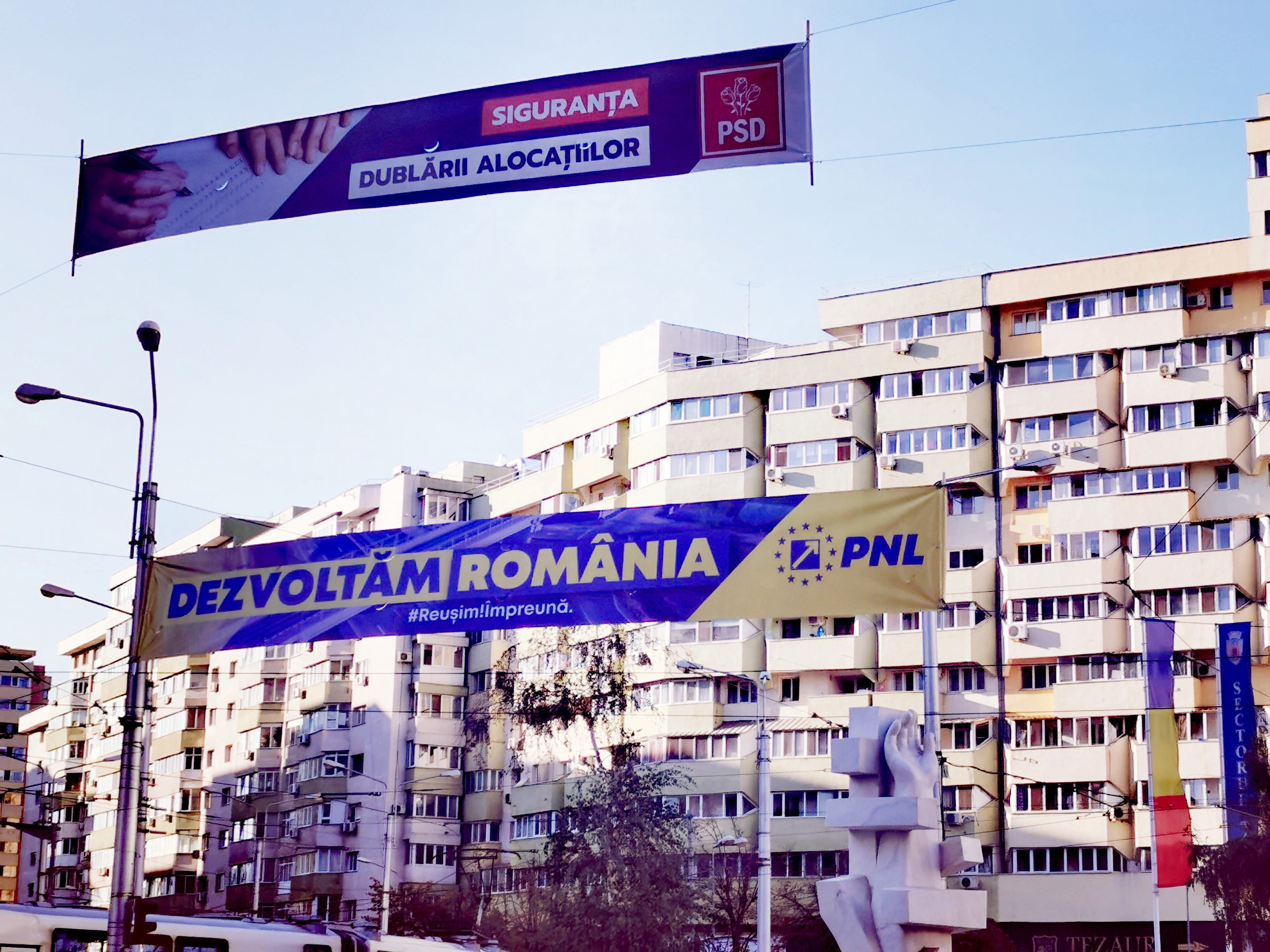
Un manifesto elettorale del Partito Social Democratico (sopra) e uno del Partito Nazionale Liberale (sotto).

Il partito partiva da una posizione di svantaggio rispetto al PNL e doveva recuperare metà della sua base elettorale, persa tra il 2016 (quando vinse le elezioni con il 45%) e il 2020. A livello di alleanze, nonostante la possibilità di trovare degli accordi con altri gruppi minori di centro e centro-sinistra (ALDE, PRO Romania e Partito del Potere Umanista), il PSD preferì escludere la formazione di coalizioni elettorali con queste forze. Alcuni membri del PPU, come l'ex ministro dell'ambiente Grațiela Gavrilescu e la deputata Steluța Cătăniciu, tuttavia, furono inseriti tra le candidature del PSD.
Il 7 ottobre fu pubblicato il programma di governo fino al 2024, presentato ufficialmente l'11 novembre nel corso di un evento organizzato presso il Romexpo di Bucarest, intitolato «Il PSD sa governare bene» («PSD știe să guverneze bine»). Il documento prevedeva numerosi aiuti per le fasce deboli (maggiorazioni delle pensioni del 32% e del salario minimo del 57%, il raddoppiamento delle sovvenzioni per i figli minori, la diminuzione delle imposte sui redditi da lavoro dipendente in base al numero di figli, l'azzeramento delle tasse sul salario minimo) e profondi investimenti per stimolare il settore privato, con la creazione di una banca di sviluppo per gli imprenditori e la piccola e media impresa, oltre al varo di diversi programmi di finanziamento per numerosi settori industriali. Dal punto di vista economico il programma prometteva una crescita del PIL del 36% (77 miliardi di euro).

### Partito Nazionale Liberale
Forte della vittoria alle elezioni locali del settembre 2020, il partito si aspettava di ottenere almeno il 35%, pari a 120 deputati e 50 senatori.
Il PNL convalidò i propri candidati nel corso della seduta dell'Ufficio permanente nazionale del 18 ottobre 2020, malgrado alcune filiali locali avessero lamentato l'ingerenza della direzione centrale nella preparazione delle liste. Il partito presentò tutti i ministri facenti parte del governo Orban II, ad eccezione di Marcel Boloș e Bogdan Aurescu. Trovarono spazio nelle liste anche numerosi parlamentari che nel corso della legislatura 2016-2020 erano passati al PNL, provenienti da PSD e ALDE, partiti tradizionalmente avversari dei liberali. Tale scelta sollevò diverse polemiche, in cui intervenne lo stesso presidente della Romania Klaus Iohannis, sottolineando che, malgrado la presenza di alcuni ex membri PSD, il messaggio di base tipico del PNL incentrato sulla lotta contro i socialdemocratici e per la difesa dello stato di diritto e dell'indipendenza della giustizia rimaneva invariato. Nei mesi precedenti il voto, infatti, Iohannis aveva avvertito i vertici del PNL del rischio di perdita di credibilità nel caso in cui fossero stati accettati ulteriori elementi che facevano parte del PSD. La candidatura dell'ex ALDE ed ex ministro nei governi PSD Viorel Ilie il 20 ottobre fu bocciata da Orban, poiché non rispettava i criteri di integrità previsti dal partito.
Ludovic Orban ribadì che il suo partito era l'unica forza in grado di sconfiggere il PSD, presentato come un gruppo che aveva calpestato i diritti e le libertà dei cittadini, al solo fine di modificare le leggi sulla giustizia in proprio favore e sostenere le proprie clientele politiche. Per tale motivo, a suo modo di vedere, era necessario votare PNL. Oltre a promettere di liberare il paese dalle ingerenze del PSD, il partito garantiva quattro anni di stabilità politica, grazie ai buoni rapporti con il presidente Iohannis, e una crescita economica basata sugli investimenti a lungo termine, piuttosto che sul consumo. Il PNL avrebbe puntato sul pieno utilizzo di oltre 80 miliardi di euro di fondi europei per lo sviluppo delle infrastrutture e della sanità. A tal proposito, per migliorare la capacità delle istituzioni di portare a termine i propri progetti, sarebbero state introdotte norme per la riforma dell'apparato amministrativo del paese, con il rafforzamento delle agenzie di sviluppo regionale e il trasferimento di competenze alle autorità locali. A conferma delle proprie capacità i vertici del partito sottolinearono l'impatto economico del piano varato dal governo «Ricostruiamo la Romania» («Reclădim România»), che nel solo 2020 avrebbe avuto un valore del 7% del PIL. Un ulteriore programma economico basato su fondi europei, lanciato il 26 novembre, fu il piano nazionale di recupero e resilienza (Planul național de Redresare și Reziliență) che, valutato 30 miliardi di euro, ricevette il plauso di Iohannis.
Dal punto di vista della politica estera il PNL avrebbe difeso l'adesione a valori occidentali ed europeisti. Il programma di governo fino al 2024 fu reso pubblico il 19 novembre. Il documento prometteva un radicale miglioramento dei redditi dei rumeni (circa il 10,7% annuo), la più forte crescita del PIL dell'Unione europea nei successivi quattro anni (con una media annuale del 5,6%), la maggiorazione degli indici pensionistici (del 46% rispetto al 2020) e la costruzione di oltre 1.000 km di autostrade e superstrade. Tra gli altri punti il PNL annunciò di voler abolire la Sezione speciale d'inchiesta per i magistrati, riformare la legge elettorale per permettere maggiore rappresentatività alla circoscrizione estero, l'elezione dei sindaci su due turni e proporre una revisione costituzionale per l'applicazione del risultato del referendum sulla giustizia del 2019.
Il discorso elettorale del PNL fu ampiamente sostenuto dal capo di Stato Klaus Iohannis, protagonista di dure critiche nei confronti del PSD. Per reazione il 25 novembre il leader socialdemocratico Ciolacu annunciò che avrebbe presentato un esposto al Consiglio nazionale degli audiovisivi, in modo da limitare lo spazio mediatico riservato al capo di Stato, poiché ritenuto autore di propaganda in favore del PNL, scavalcando le norme sulla par condicio.
Lo slogan scelto per la campagna elettorale fu «Sviluppiamo la Romania» («Dezvoltăm România»).

### Alleanza 2020 USR PLUS

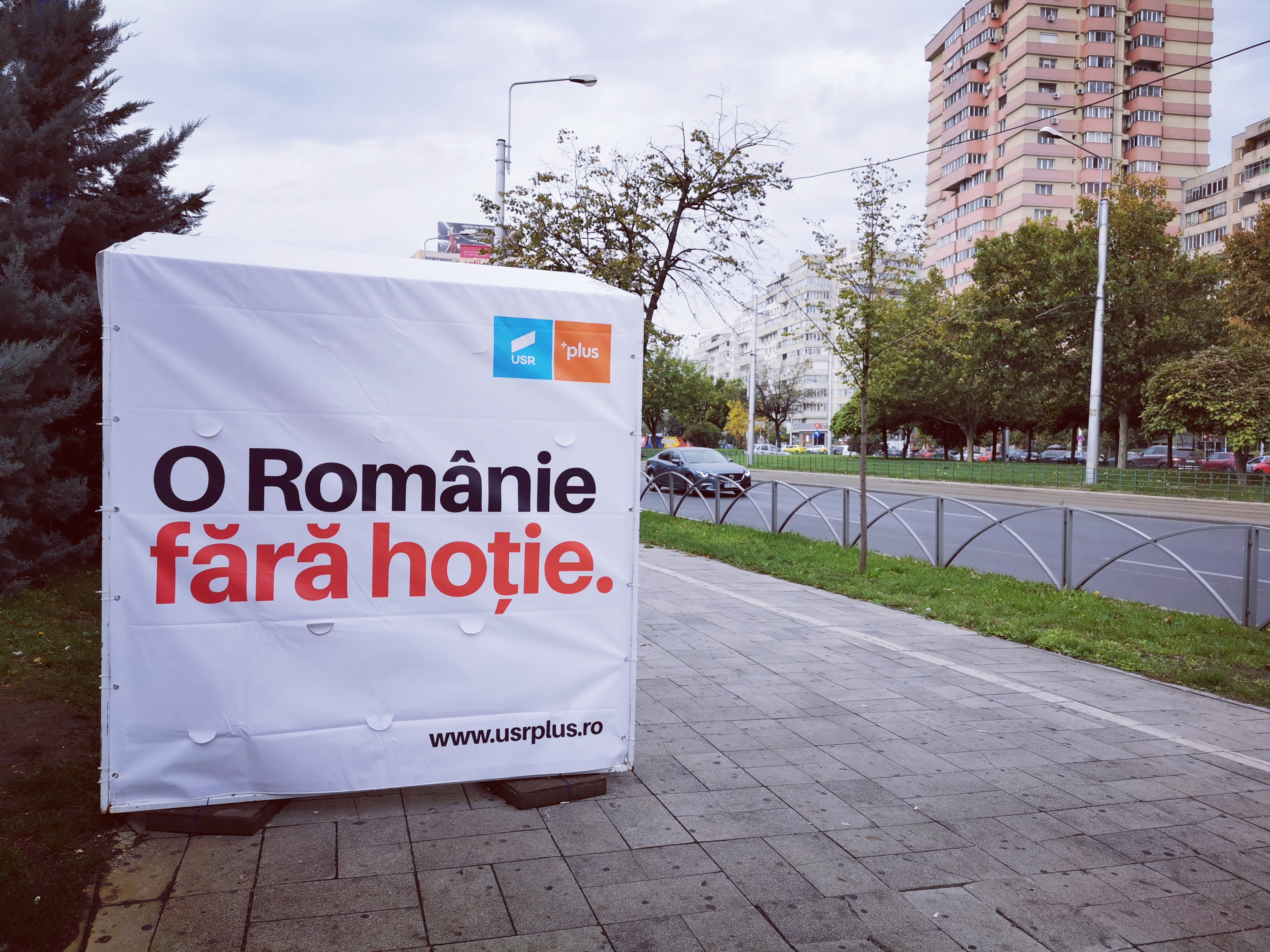
Gazebo elettorale dell'Alleanza 2020 USR PLUS.

La coalizione, nata nel 2019 e composta da Unione Salvate la Romania (USR) e Partito della Libertà, dell'Unità e della Solidarietà (PLUS), alle elezioni locali ottenne per la prima volta nella sua storia il controllo di alcuni capoluoghi importanti (Timișoara e Brașov), ma rimase in generale sotto un modesto 10%. Il presidente dell'USR Dan Barna, ad ogni modo, si dichiarò fiducioso di poter conseguire il 18-20% alle generali e pronto a sostenere un'eventuale coalizione di governo di centro-destra con il PNL. Per la posizione di primo ministro, nel caso di una vittoria, l'alleanza presentava Dacian Cioloș, indicato sin dal 21 luglio 2019, quando fu stabilito che Dan Barna avrebbe concorso come candidato alle presidenziali e il leader del PLUS sarebbe stato proposto per il ruolo di premier.
Il periodo precedente l'apertura della campagna elettorale fu segnato da duri conflitti interni riguardanti la selezione dei candidati, convalidati prima individualmente dalle singole sezioni locali dei due partiti e poi collegialmente in seduta congiunta. Nonostante un'intensa attività parlamentare i senatori Emanuel Ungureanu e Mihai Goțiu non ottennero il sostegno della filiale di Cluj per la loro candidatura, facendo gridare alcuni membri allo scandalo. Lo stesso destino toccò anche al deputato del distretto di Ilfov Cornel Zainea, che per reazione annunciò le proprie dimissioni da parlamentare. Ulteriori critiche alla dirigenza pervennero anche da Florina Presadă e Vlad Alexandrescu che, in assenza del supporto delle proprie organizzazioni locali, furono obbligati a candidarsi nella circoscrizione di Bucarest.
Il 17 ottobre 2020 l'alleanza rese pubblico un programma basato su sei punti cardine: la correzione delle distorsioni sulla giustizia operate dal PSD tra il 2017 e il 2019, tra le quali la dismissione della Sezione speciale d'inchiesta contro i magistrati; la depoliticizzazione delle funzioni di controllo nel campo dell'istruzione; la creazione di un fondo per la modernizzazione del sistema sanitario; l'istituzione di un organo d'inchiesta giudiziaria contro il disboscamento clandestino (definita simbolicamente "Direzione nazionale anticorruzione delle foreste", DNA-ul pădurilor); l'allocamento di fondi europei per le industrie ad alta tecnologia e l'energia verde; l'accesso a internet ad alta velocità per tutti.
Il 29 ottobre 2020 fu presentato un documento completo contenente un programma di governo basato su quaranta punti. Venivano riproposti alcuni assunti cardine del partito, tra i quali la modifica della costituzione in modo da rendere ineleggibili i soggetti condannati in via definitiva per fatti costituenti reato sanzionati dal codice penale e l'eliminazione delle pensioni speciali. Sull'ultimo punto, il 23 novembre Barna annunciò che in segno dimostrativo tutti i deputati e i senatori USR si sarebbero dimessi prima della fine della legislatura, in modo da non beneficiare del trattamento pensionistico riconosciuto ai parlamentari che completavano un intero mandato.
Tra le altre proposte figuravano l'azzeramento delle tasse sul salario minimo, il varo del reddito d'inclusione, la riduzione del numero dei comuni e di quello dei parlamentari, la reintroduzione dell'elezione dei sindaci su due turni, l'utilizzo degli utili derivanti dallo sfruttamento dei giacimenti nel Mar Nero per gli investimenti sui fondi pensionistici, lo sviluppo del sistema di assicurazioni mediche private.
L'USR PLUS scelse come motto «Una Romania senza ladri» («O Românie fără hoție»). Su istanza del PSD, il 12 novembre l'Ufficio elettorale del distretto di Dâmbovița vietò all'alleanza l'utilizzo dello slogan in quanto reputato diffamatorio nei confronti delle altre formazioni politiche. Il 15 novembre l'Ufficio elettorale centrale annullò la decisione della sezione locale, permettendo all'USR PLUS l'utilizzo della frase sui materiali per la campagna.

### Partito del Movimento Popolare
Con il 6% delle preferenze conseguito alle elezioni amministrative, alla fine di settembre il PMP risultava essere il maggiore fra i partiti minori. L'europarlamentare PMP Traian Băsescu affermò di aspettarsi alle parlamentari di dicembre una percentuale tale da aver un peso nelle negoziazioni per la formazione di un governo di centro-destra con il PNL. Il presidente del partito Eugen Tomac precisò che l'obiettivo era il 10%.
Tomac annunciò che il PMP si sarebbe battuto per la riforma del Parlamento in applicazione del risultato del referendum del 2009, mai entrato in vigore, che prevedeva la riduzione del numero di parlamentari a 300 membri. Tra gli altri propositi enumerati dal partito vi era anche l'introduzione dell'elezione diretta da parte dei cittadini della figura dell'avvocato del popolo. Nel discorso dei suoi rappresentanti, il PMP si sarebbe concentrato sulle priorità del paese, specialmente in un momento di crisi economica e sanitaria, e non avrebbe legiferato in favore di determinati gruppi d'interesse. Tomac affermò che la partecipazione del PMP ad una coalizione di governo sarebbe stata condizionata anche alla riforma della legge sulla sanità e alla costruzione di 1.000 asili in tutto il paese.

### PRO Romania
Il partito di Victor Ponta alle elezioni locali di settembre ottenne individualmente percentuali intorno al 5%, mentre concorse anche all'interno di diverse coalizioni regionali sotto l'egida del PSD.
L'8 ottobre 2020 Ponta e Călin Popescu Tăriceanu, leader dell'ALDE, annunciarono che i due gruppi avrebbero partecipato insieme alle parlamentari con la sigla di PRO Romania, atto che avrebbe preceduto la fusione tra i due partiti. L'ALDE, infatti, da solo avrebbe rischiato di non superare la soglia di sbarramento, visto che secondo diversi sondaggi precedenti il voto era dato al 3%. Nella conferenza stampa di presentazione del nuovo progetto politico i rappresentanti dell'alleanza dichiararono che le due forze si univano per condurre una reale opposizione al fronte di centro-destra rappresentato da PNL, USR PLUS, PMP e dal presidente Iohannis, lottando alacremente per evitare l'aggravamento della crisi in atto in Romania. Tra le misure anticrisi il partito avrebbe consentito l'apertura di tutti i negozi e le piccole imprese, in contrapposizione alle restrizioni imposte dal governo. Per fronteggiare tali difficoltà il partito si fece promotore dell'introduzione di un reddito minimo a favore delle fasce svantaggiate e di aiuti economici alle piccole imprese.
PRO Romania si dichiarava l'unico vero oppositore alle misure del governo Orban e riteneva troppo morbido l'atteggiamento del PSD. Secondo i fondatori dell'alleanza, PRO Romania sarebbe stata una forza di centro, in grado di equilibrare i rapporti di forza con i partiti principali e di coniugare i valori sociali propugnati dal gruppo di Ponta e quelli liberali propri della formazione di Tăriceanu.

### Unione Democratica Magiara di Romania
Alle elezioni locali di settembre il partito rappresentante della minoranza ungherese ottenne il 5%, concentrato nelle regioni ad elevato popolamento di cittadini di etnia magiara, elemento che spingeva il leader Hunor Kelemen ad aspettarsi una conferma della stessa percentuale alle parlamentari.
Nell'ottobre 2020 il presidente dell'UDMR affermò di preferire la formazione di un governo di centro-destra, ma che rimaneva aperto alle negoziazioni con qualunque altra formazione politica in grado di garantire stabilità politica ed economica, a differenza degli ultimi otto anni, in cui si erano susseguiti dieci governi. Kelemen sottolineò l'importanza dell'applicazione dei programmi per le grandi infrastrutture.

### Alleanza per l'Unione dei Romeni
L'Alleanza per l'Unione dei Romeni fu fondata nel 2019 da George Simion e, pur prefigurandosi come una forza marginale (alle locali di settembre rimase in generale sotto l'1%), crebbe rapidamente nei sondaggi dell'ultima fase di campagna elettorale. Si trattava una forza ultranazionalista di estrema destra che, tra i punti del proprio programma, invocava l'unione tra Romania e Moldavia e la difesa dei valori della famiglia tradizionale, della patria, della religione cristiana e della libertà. Il partito si autoproclamava conservatore, patriottico e nazionalista. Tra i sostenitori di AUR figuravano anche alcune associazioni neo-legionariste, come la Frăția Ortodoxa Sf. Mare Mucenic Gheorghe purtătorul de Biruintă, guidata da Dan Ciprian Grăjdeanu.
In autunno organizzò delle manifestazioni contro l'obbligatorietà delle mascherine mediche e contro le misure messe in atto dal governo per contrastare la crisi sanitaria. Nel mese di ottobre AUR fu autore, altresì, di proteste contro l'interdizione del pellegrinaggio a Iași in occasione delle festività per Santa Parascheva. Lo stesso atteggiamento fu mantenuto anche per la ricorrenza di Sant'Andrea del 30 novembre a Costanza. Il 1º dicembre 2020, festa nazionale che celebrava la commemorazione dell'unione tra Romania e Transilvania, il partito realizzò una marcia elettorale nella città di Alba Iulia.

### Posizione della chiesa ortodossa
Il 7 novembre 2020 la Chiesa ortodossa rumena emanò una lettera pastorale in cui invitava i propri fedeli al voto. L'istituzione non supportava ufficialmente alcun partito specifico, ma chiedeva agli elettori di basarsi su un decalogo che tra i punti includeva il sostegno alla famiglia tradizionale e politiche contrarie all'aborto, all'eutanasia, alla ricerca sugli embrioni umani e alla clonazione.

## Sondaggi

Rappresentazione grafica delle intenzioni di voto.

| Data                                    | Casa Sondaggistica | Campione      | PSD   | PNL   | USR   | PLUS  | PRO   | ALDE  | PMP  | UDMR | AUR  | Altri | Vantaggio |
| --------------------------------------- | --- | ------------- | ----- | ----- | ----- | ----- | ----- | ----- | ---- | ---- | ---- | ----- | --------- |
| Exit Poll (h 21:00) Camera dei deputati | CURS-Avangarde | N.D.          | 30,2% | 29,3% | 16,1% | 16,1% | 5%    | 5%    | 5%   | 5,6% | 5,3% | 3,5%  | 0,9%      |
| Exit Poll (h 21:00) Senato              | CURS-Avangarde | N.D.          | 30,3% | 29,4% | 16,6% | 16,6% | 5%    | 5%    | 5%   | 5,7% | 5,4% | 2,6%  | 0,9%      |
| Exit Poll (h 19:30) Camera dei deputati | CURS-Avangarde | N.D.          | 30,5% | 29%   | 15,9% | 15,9% | 5%    | 5%    | 5%   | 5,7% | 5,2% | 3,7%  | 1,5%      |
| Exit Poll (h 19:30) Senato              | CURS-Avangarde | N.D.          | 30,6% | 29,1% | 16,4% | 16,4% | 5%    | 5%    | 5%   | 5,7% | 5,3% | 2,9%  | 1,5%      |
| 6 Dicembre 2020                         | PNL | N.D.          | 27%   | 30%   | 23%   | 23%   | 4,2%  | 4,2%  | 3%   | 5,5% | 6,5% | 0,8%  | 3%        |
| 3 Dicembre 2020                         | Politico | N.D.          | 28%   | 31%   | 16%   | 16%   | 7%    | 7%    | 3%   | 4%   | –    | 11%   | 3%        |
| 2-3 Dicembre 2020                       | IRES | 1.067         | 35%   | 32%   | 16%   | 16%   | 7%    | 7%    | 3%   | 3%   | 3%   | 1%    | 3%        |
| 1 Dicembre 2020                         | PMP | N.D.          | 31%   | 28%   | 21%   | 21%   | 5%    | 5%    | 6%   | 6%   | 2%   | 1%    | 3%        |
| 30 Novembre 2020                        | PRO | N.D.          | 22%   | 31%   | 17%   | 17%   | 7,8%  | 7,8%  | 3%   | 5%   | –    | 14,2% | 9%        |
| 28-29 Novembre 2020                     | Sociopol | 1.033         | 28%   | 29%   | 13%   | 13%   | 6%    | 6%    | 3%   | 6%   | 7%   | 8%    | 1%        |
| 22-28 Novembre 2020                     | IRSOP | 1.004         | 30%   | 33%   | 17%   | 17%   | 7%    | 7%    | 3%   | 5%   | –    | 5%    | 3%        |
| 6-27 Novembre 2020                      | IMAS | 1.010         | 23,6% | 28,5% | 18%   | 18%   | 9,5%  | 3,3%  | 4,6% | 4,7% | –    | 7,8%  | 4,9%      |
| 20-25 Novembre 2020                     | https://psnews.ro/sondaj-cifre-spectaculoase-inainte-de-alegeri-psd-scade-la-22-iar-pmp-nu-intra-in-parlament-cum-arata-clasamentul-partidelor-464861/ | 1.100         | 22%   | 31,3% | 17%   | 17%   | 9,3%  | 9,3%  | 4,8% | 5,4% | –    | 10,2% | 9,3%      |
| 11-18 Novembre 2020                     | ADS | 1.280         | 27,3% | 31,2% | 12,5% | 12,5% | 4,6%  | 4,6%  | 4,8% | 5,1% | –    | 14,8% | 3,9%      |
| 1-10 Novembre 2020                      | CURS | 1.067         | 29%   | 32%   | 16%   | 16%   | 6%    | 6%    | 7%   | 5%   | –    | 5%    | 3%        |
| Novembre 2020                           | PNL | N.D.          | 27%   | 32%   | 21%   | 21%   | 5%    | 5%    | 6%   | 6%   | –    | 3%    | 5%        |
| 25-30 Ottobre 2020                      | BCS | 1.482         | 28,6% | 32,2% | 17,6% | 17,6% | 5,2%  | 5,2%  | 7,4% | 4,8% | –    | 4,2%  | 3,6%      |
| 7-28 Ottobre 2020                       | IMAS | 1.010         | 21,7% | 32,6% | 20,4% | 20,4% | 8,9%  | 2,5%  | 4,8% | 5,1% | –    | 4%    | 10,9%     |
| 9-17 Ottobre 2020                       | USR PLUS | N.D.          | 23%   | 30%   | 23%   | 23%   | 8%    | 8%    | 5%   | –    | –    | 11%   | 7%        |
| 8-11 Ottobre 2020                       | CURS | 800           | 31%   | 32%   | 12%   | 12%   | 6%    | 3%    | 6%   | 5%   | –    | 5%    | 1%        |
| 7-23 Settembre 2020                     | IMAS | 1.010         | 19,6% | 34,7% | 17%   | 17%   | 9,5%  | 3%    | 4,5% | 5,3% | –    | 6,4%  | 15,1%     |
| 6-26 Agosto 2020                        | IMAS | 1.010         | 20,8% | 33,6% | 18,3% | 18,3% | 10,6% | 2,4%  | 4,1% | 5,7% | –    | 4,5%  | 12,8%     |
| 29 Luglio-5 Agosto 2020                 | CURS | 1.100         | 28%   | 31%   | 14%   | 14%   | 7%    | 5%    | 5%   | 4%   | –    | 6%    | 3%        |
| 10-29 Luglio 2020                       | IMAS | 1.010         | 23,4% | 33,4% | 17,2% | 17,2% | 9,7%  | 3,4%  | 3,9% | 5,6% | –    | 3,4%  | 10%       |
| 19-30 Giugno 2020                       | CURS | 1.100         | 28%   | 32%   | 16%   | 16%   | 7%    | 5%    | 5%   | 5%   | –    | 2%    | 4%        |
| 5-27 Giugno 2020                        | IMAS | 1.010         | 21,9% | 33%   | 12,3% | 5,8%  | 11,2% | 3,7%  | 4,7% | 3,4% | –    | 4%    | 11,1%     |
| 8-27 Maggio 2020                        | IMAS | 1.010         | 23%   | 32,6% | 11,6% | 5,1%  | 11,2% | 4,2%  | 3,7% | 5,1% | –    | 3,5%  | 9,6%      |
| 15-26 Maggio 2020                       | Avangarde | 1.000         | 29%   | 35%   | 13%   | 13%   | 6%    | 4%    | 4%   | 5%   | –    | 4%    | 6%        |
| 21 Maggio 2020                          | PSD | N.D.          | 27%   | 35%   | 16%   | 2%    | 8%    | 4%    | 4%   | 4%   | –    | –     | 8%        |
| 15-20 Maggio 2020                       | INSCOP | 1.132         | 25,8% | 38,5% | 10,2% | 10,2% | 9,4%  | 3,6%  | 3,5% | 6%   | –    | 2,9%  | 12,7%     |
| 1-7 Maggio 2020                         | BCS | 1.545         | 22,5% | 33%   | 22%   | 22%   | 5,1%  | 1,4%  | 6,5% | 5,3% | –    | 4,2%  | 10,5%     |
| 6-24 Aprile 2020                        | IMAS | 1.010         | 24,8% | 33%   | 10,8% | 5,1%  | 8,2%  | 4,4%  | 3,4% | 5,5% | –    | 4,8%  | 8,2%      |
| 11-15 Aprile 2020                       | BCS | 1.008         | 22,9% | 31,3% | 19,9% | 19,9% | 8,8%  | 2,5%  | 6,7% | 3,6% | –    | 4,2%  | 8,4%      |
| 6-12 Aprile 2020                        | Avangarde | 915           | 28%   | 37%   | 15%   | 15%   | 5%    | 4%    | 3%   | 4%   | –    | 4%    | 9%        |
| 5-26 Marzo 2020                         | IMAS | 1.010         | 23,9% | 36,7% | 12,5% | 6,5%  | 5,8%  | 3,5%  | 3,5% | 4,5% | –    | 3,1%  | 12,8%     |
| Febbraio 2020                           | CURS | 1.229         | 26%   | 37%   | 14%   | 14%   | 6%    | 4%    | 4%   | 5%   | –    | 4%    | 11%       |
| 11-28 Febbraio 2020                     | IMAS | 1.010         | 25,8% | 40,7% | 10%   | 3,5%  | 4,6%  | 4,3%  | 3,6% | 4,4% | –    | 3,1%  | 14,9%     |
| 13-31 Gennaio 2020                      | IMAS | 1.007         | 20,6% | 47,4% | 12,4% | 3,4%  | 3,8%  | 3,2%  | 1,8% | 4,7% | –    | 2,7%  | 26,8%     |
| 4-18 Dicembre 2019                      | IMAS | 1.011         | 18,5% | 45%   | 11,5% | 3,5%  | 6,4%  | 3,5%  | 3%   | 5%   | –    | 3,5%  | 26,5%     |
| 11–27 Novembre 2019                     | IMAS | 1.011         | 21,3% | 39%   | 12,6% | 5,6%  | 6,4%  | 3,3%  | 2,9% | 4,2% | –    | 4,7%  | 17,7%     |
| 25 Ott–3 Nov 2019                       | USR | 1.225         | 24%   | 38,2  | 20%   | 20%   | 4,8%  | –     | 4,3% | 4,5% | –    | 4,2%  | 14,2%     |
| 8–28 Ott 2019                           | IMAS | 1.010         | 21,2% | 29,6% | 16,4% | 4,5%  | 10,7% | 4,3%  | 3,4% | 5,5% | –    | 4,4%  | 8,4%      |
| 15–23 Ott 2019                          | USR | N.D.          | 24,9% | 36,8% | 19,9% | 19,9% | 6,5%  | –     | 4%   | 4%   | –    | 3,9%  | 11,9%     |
| 9-28 Set 2019                           | IMAS | 1.010         | 19,5% | 27,7% | 17,9% | 5,2%  | 9,1%  | 6,2%  | 3,3% | 5,3% | –    | 5,8%  | 8,2%      |
| 3–24 Set 2019                           | USR | 1.500         | 25,3% | 36,8% | 21,2% | 21,2% | 5,6%  | –     | 3,2% | 2,9% | –    | 5,2%  | 11,5%     |
| 16–20 Set 2019                          | Socio-Data | 1.070         | 25%   | 28%   | 22%   | 22%   | 9%    | 4%    | 5%   | 5%   | –    | 2%    | 3%        |
| 9–13 Set 2019                           | Socio-Data | 1.070         | 26%   | 32%   | 22%   | 22%   | 6%    | 5%    | 3%   | 4%   | –    | 2%    | 6%        |
| 2–6 Set 2019                            | Socio-Data | 1.070         | 24%   | 32%   | 21%   | 21%   | 9%    | 3%    | 5%   | 4%   | –    | 2%    | 8%        |
| 19–31 Ago 2019                          | Sociopol | 1.001         | 20%   | 35%   | 16%   | 16%   | 11%   | 5%    | 5%   | 3%   | –    | 1%    | 15%       |
| 26–30 Ago 2019                          | Socio-Data | 1.070         | 22%   | 26%   | 24%   | 24%   | 10%   | 6%    | 5%   | 4%   | –    | 3%    | 2%        |
| 26–30 Ago 2019                          | Verifield | 1.000         | 25%   | 28%   | 23%   | 23%   | 8%    | 6%    | 2%   | 4%   | –    | 4%    | 3%        |
| 5–28 Ago 2019                           | IMAS | 1.010         | 17,9% | 28,4% | 19,8% | 5,5%  | 8,7%  | 7,4%  | 2,9% | 4,6% | –    | 4,8%  | 8,6%      |
| 19 Lug–5 Ago 2019                       | CURS | 1.600         | 24%   | 31%   | 20%   | 20%   | 7%    | 8%    | 5%   | 4%   | –    | 1%    | 7%        |
| 15 Lug–2 Ago 2019                       | IMAS | 1.010         | 19,4% | 25,5% | 21,4% | 6%    | 9%    | 7,3%  | 2,9% | 4,2% | –    | 4,2%  | 4,1%      |
| 28 Giu–8 Lug 2019                       | CURS | 1.067         | 26%   | 29%   | 22%   | 22%   | 8%    | 5%    | 4%   | 4%   | –    | 2%    | 3%        |
| 7–26 Giu 2019                           | IMAS | 1.010         | 18,9% | 27,5% | 17,6% | 7,6%  | 9,8%  | 8,5%  | 3,7% | 2,5% | –    | 3,8%  | 8,6%      |
| 2–20 Mag 2019                           | IMAS | 1.010         | 21,4% | 29,3% | 14,4% | 6,3%  | 8%    | 10,2% | 5,5% | 3,3% | –    | 1,7%  | 7,9%      |
| Apr 2019                                | IMAS | N.D.          | 23,1% | 25,6% | 12,3% | 6%    | 9,8%  | 13%   | 3,6% | 4,9% | –    | 1,7%  | 2,5%      |
| 5–28 Apr 2019                           | CURS | 1.500         | 32%   | 25%   | 12%   | 12%   | 9%    | 10%   | 5%   | 5%   | –    | 2%    | 7%        |
| Mar 2019                                | IMAS | N.D.          | 23,5% | 26,6% | 9,9%  | 7,4%  | 9,6%  | 12,3% | 3,8% | 4,6% | –    | 2,3%  | 3,1%      |
| 12–25 Mar 2019                          | CURS | 1.067         | 31%   | 23%   | 13%   | 13%   | 8%    | 10%   | 6%   | 5%   | –    | 4%    | 8%        |
| 1–21 Feb 2019                           | IMAS | 1.010         | 23,4% | 23,6% | 10,5% | 8%    | 11,1% | 12,4% | 3,5% | 5%   | –    | 2,5%  | 0.2%      |
| 21 Gen–6 Feb 2019                       | CURS | 1.067         | 31%   | 21%   | 9%    | 4%    | 8%    | 10%   | 5%   | 5%   | –    | 7%    | 10%       |
| 11–30 Gen 2019                          | IMAS | 1.011         | 25,3% | 22,1% | 11%   | 8,9%  | 8,1%  | 13,4% | 3,8% | 4,4% | –    | 3,2%  | 3,2%      |
| 12–20 Gen 2019                          | BCS | N.D.          | 23%   | 23,7% | 6,5%  | 8,1%  | 10,7% | 8,1%  | 9,3% | 4,8% | –    | 5,8%  | 0,7%      |
| Gen 2019                                | PNL | 26.000        | 30,2% | 27%   | 10,2% | 5%    | 5,5%  | 11,6% | 4,2% | 5%   | –    | 1,3%  | 3,2%      |
| 4–20 Dic 2018                           | IMAS | 1.010         | 25,2% | 26,1% | 11,5% | 8,1%  | 6,2%  | 9,6%  | 2,5% | 4,6% | –    | 6,2%  | 0,9%      |
| 24 Nov–9 Dic 2018                       | CURS | 1.067         | 33%   | 20%   | 7%    | 5%    | 9%    | 9%    | 5%   | 6%   | –    | 6%    | 13%       |
| Nov 2018                                | IMAS | 1.010         | 24,9% | 23,3% | 14,8% | 8,2%  | –     | 11,7% | 2,1% | 5,8% | –    | 9,2%  | 1,6%      |
| Ott 2018                                | IMAS | N.D.          | 27,6% | 21,9% | 13,1% | 9,6%  | –     | 10,6% | 4,1% | 4,7% | –    | 8,4%  | 5,7%      |
| 3–4 Ott 2018                            | Sociopol | 873           | 38%   | 23%   | 6%    | 5%    | 5%    | 10%   | 1%   | 4%   | –    | 8%    | 15%       |
| 20 Set–1 Ott 2018                       | CURS | 1.067         | 37%   | 22%   | 8%    | 5%    | 6%    | 9%    | 5%   | 5%   | –    | 3%    | 15%       |
| Set 2018                                | IMAS | N.D.          | 28,1% | 27,1% | 9,5%  | 10,1% | –     | 11,4% | 2,7% | 5,6% | –    | 5,5%  | 1%        |
| 22–27 Set 2018                          | Sociopol | 1.004         | 36%   | 20%   | 4%    | 8%    | 7%    | 11%   | 2%   | 4%   | –    | 8%    | 16%       |
| Ago 2018                                | IMAS Archiviato il 5 novembre 2019 in Internet Archive.                                                                                                | N.D.          | 30,3% | 29,7% | 9,5%  | 8%    | –     | 8,1%  | 1,9% | 5,4% | –    | 7,1%  | 0,6%      |
| 7–20 Ago 2018                           | Sociopol | 1.005         | 35%   | 19%   | 8%    | 13%   | 3%    | 10%   | 3%   | 4%   | –    | 5%    | 16%       |
| Lug 2018                                | IRI | N.D.          | 26%   | 24%   | 5%    | 7%    | –     | 6%    | 3%   | 1%   | –    | 28%   | 2%        |
| Lug 2018                                | IMAS Archiviato il 5 novembre 2019 in Internet Archive.                                                                                                | N.D.          | 29,7% | 27,4% | 11,7% | 9%    | –     | 8,7%  | 4%   | 3,5% | –    | 6%    | 2,3%      |
| 23 Giu–1 Lug 2018                       | CURS | 1.067         | 37%   | 24%   | 7%    | 5%    | 5%    | 8%    | 4%   | 5%   | –    | 4%    | 13%       |
| Giu 2018                                | IMAS Archiviato il 5 novembre 2019 in Internet Archive.                                                                                                | N.D.          | 28,4% | 29,2% | 11,3% | 8%    | –     | 8,6%  | 2,8% | 5%   | –    | 6,7%  | 0,8%      |
| 22–26 Giu 2018                          | Sociopol | 917           | 41%   | 20%   | 7%    | 7%    | 5%    | 12%   | 1%   | 4%   | –    | 3%    | 21%       |
| 28 Mag–8 Giu 2018                       | Sociopol | 1.003         | 40%   | 18%   | 9%    | 8%    | 3%    | 7%    | 1%   | 5%   | –    | 9%    | 22%       |
| Mag 2018                                | IMAS Archiviato il 5 novembre 2019 in Internet Archive.                                                                                                | N.D.          | 27,4% | 25,1% | 7,7%  | –     | –     | 14,5% | 2,7% | 5,8% | –    | 16,8% | 2,3%      |
| 27 Apr–8 Mag 2018                       | CURS | 1.067         | 39%   | 25%   | 6%    | 3%    | 3%    | 8%    | 5%   | 6%   | –    | 5%    | 14%       |
| Apr 2018                                | IMAS Archiviato il 5 novembre 2019 in Internet Archive.                                                                                                | N.D.          | 28,6% | 31,9% | 8,3%  | –     | –     | 12,4% | 3,3% | 4,6% | –    | 10,9% | 3,3%      |
| Mar 2018                                | IMAS Archiviato il 5 novembre 2019 in Internet Archive.                                                                                                | N.D.          | 32%   | 30,4% | 9,3%  | –     | –     | 10,9% | 3,8% | 5,2% | –    | 8,4%  | 1,6%      |
| Mar 2018                                | CURS | N.D.          | 39%   | 27%   | 7%    | –     | –     | 12%   | 5%   | –    | –    | 10%   | 12%       |
| 27 Feb–5 Mar 2018                       | Sociopol | 1.000         | 34%   | 33%   | 12%   | –     | –     | 5%    | 5%   | 6%   | –    | 5%    | 1%        |
| Feb 2018                                | IMAS Archiviato il 5 novembre 2019 in Internet Archive.                                                                                                | N.D.          | 28,6% | 29,4% | 11,2% | –     | –     | 10,6% | 4,6% | 4,5% | –    | 11,1% | 0,8%      |
| Gen 2018                                | IMAS Archiviato il 5 novembre 2019 in Internet Archive.                                                                                                | N.D.          | 29,4% | 26,2% | 11,4% | –     | –     | 11,4% | 4,3% | 6,3% | –    | 11%   | 3,2%      |
| 3–10 Gen 2018                           | CURS | 1.068         | 42%   | 27%   | 5%    | 2%    | 2%    | 9%    | 5%   | 6%   | –    | 6%    | 15%       |
| Dic 2017                                | IMAS Archiviato il 5 novembre 2019 in Internet Archive.                                                                                                | N.D.          | 32,4% | 27,1% | 8,8%  | –     | –     | 10,8% | 4%   | 5,3% | –    | 11,6% | 5,3%      |
| 24 Nov–7 Dic 2017                       | Avangarde | 700           | 46%   | 23%   | 5%    | –     | –     | 13%   | 4%   | 5%   | –    | 4%    | 23%       |
| Nov 2017                                | CURS | 1.067         | 43%   | 27%   | 5%    | –     | –     | 9%    | 6%   | 6%   | –    | 4%    | 16%       |
| Ott 2017                                | IMAS Archiviato il 5 novembre 2019 in Internet Archive.                                                                                                | N.D.          | 38,9% | 29,3% | 5,5%  | –     | –     | 10,2% | 2,5% | 4,9% | –    | 8,7%  | 9,6%      |
| 22 Set–5 Ott 2017                       | Sociopol | N.D.          | 61%   | 24%   | 2%    | –     | –     | 4%    | 3%   | 3%   | –    | 3%    | 37%       |
| Set 2017                                | IMAS Archiviato il 5 novembre 2019 in Internet Archive.                                                                                                | N.D.          | 38,8% | 30,9% | 6,8%  | –     | –     | 8,1%  | 2,6% | 5,8% | –    | 7%    | 7,9%      |
| 28 Ago–14 Set 2017                      | Sociopol | 1.005         | 51%   | 27%   | 7%    | –     | –     | 6%    | 3%   | 4%   | –    | 2%    | 24%       |
| 11–23 Ago 2017                          | Avangarde | 710           | 46%   | 25%   | 6%    | –     | –     | 7%    | 4%   | 5%   | –    | 7%    | 21%       |
| Lug 2017                                | IMAS Archiviato il 5 novembre 2019 in Internet Archive.                                                                                                | N.D.          | 42,3% | 26,7% | 6%    | –     | –     | 9,1%  | 3,5% | 5,2% | –    | 7,2%  | 15,6%     |
| 15–22 Giu 2017                          | Avangarde | 781           | 46%   | 30%   | 9%    | –     | –     | 6%    | 5%   | 3%   | –    | 1%    | 16%       |
| Mag 2017                                | IMAS Archiviato il 5 novembre 2019 in Internet Archive.                                                                                                | N.D.          | 43,8% | 24,2% | 7,5%  | –     | –     | 8,7%  | 3,6% | 6,1% | –    | 6,1%  | 19,6%     |
| Apr 2017                                | IMAS Archiviato il 5 novembre 2019 in Internet Archive.                                                                                                | N.D.          | 40,6% | 25,4% | 8,2%  | –     | –     | 8,5%  | 4,2% | 5,4% | –    | 7,7%  | 15,2%     |
| Mar 2017                                | IMAS Archiviato il 5 novembre 2019 in Internet Archive.                                                                                                | N.D.          | 43,7% | 22,6% | 9,3%  | –     | –     | 7,4%  | 4,4% | 5,3% | –    | 7,3%  | 21,1%     |
| 6–14 Mar 2017                           | Sociopol Archiviato il 4 ottobre 2017 in Internet Archive.                                                                                             | 1.007         | 47%   | 21%   | 12%   | –     | –     | 6%    | 3%   | 5%   | –    | 6%    | 26%       |
| 7-11 Feb 2017                           | ISSpoll | 965           | 31%   | 17%   | 7%    | –     | –     | 2%    | 1%   | –    | –    | 1%    | 14%       |
| Gen 2017                                | IMAS | N.D.          | 49,0% | 20,7% | 8,3%  | –     | –     | 6,8%  | –    | –    | –    | –     | 28,3%     |
| 11 Dic 2016                             | Elezioni 2016 | Elezioni 2016 | 45,5% | 20%   | 8,9%  | –     | –     | 5,6%  | 5,4% | 6,2% | –    | 6,3%  | 25.5%     |
|                                         | |               | PSD   | PNL   | USR   | PLUS  | PRO   | ALDE  | PMP  | UDMR |      | Altri | Vantaggio |

## Affluenza
Il corpo elettorale era di 18.191.396 elettori, cui si aggiungevano 740.367 cittadini con diritto di voto che vivevano all'estero.
L'affluenza in Romania si attestò al 31,84%, con un calo di circa 7,5 punti rispetto alle elezioni parlamentari del 2016, quando fu del 39,49%. Fu la più bassa affluenza nella storia della Romania democratica a partire dal 1989.
| Area                                    | Iscritti alle liste permanenti          | Affluenza | Affluenza | Affluenza | Affluenza | Affluenza | Affluenza    | Affluenza   |
| Area                                    | Iscritti alle liste permanenti          | 5 dic     | 6 dic     | 6 dic     | 6 dic     | 6 dic     | Var. da 2016 | Tot votanti |
| Area                                    | Iscritti alle liste permanenti          | 5 dic     | h 12:00   | h 15:00   | h 18:00   | h 21:00   | Var. da 2016 | Tot votanti |
| --------------------------------------- | --------------------------------------- | --------- | --------- | --------- | --------- | --------- | ------------ | ----------- |
| Romania                                 | 18 191 396                              | -         | 10,69%    | 19,60%    | 27,92%    | 31,84%    | 7,65%        | 5 793 135   |
| Estero (votanti su liste supplementari) | Estero (votanti su liste supplementari) | 65 454    | 95 802    | 150 838   | 201 834   | 240 482   | -            | 244 161     |
| Estero (votanti per corrispondenza)     | Estero (votanti per corrispondenza)     | -         | -         | -         | -         | -         | -            | 21 329      |
| Fonte: Autorità Elettorale Permanente   |                                         |           |           |           |           |           |              |             |

## Risultati

### Risultati generali
Camera dei deputati
| Liste                              | Liste | Liste    | Voti      | %     | Seggi               | Differenza | Differenza |
| Liste                              | Liste | Liste    | Voti      | %     | Seggi               | %          | Seggi      |
| ---------------------------------- | --- | -------- | --------- | ----- | ------------------- | ---------- | ---------- |
|                                    | Partito Social Democratico                                                                                 | PSD      | 1 705 786 | 28,90 | 110                 | 16,58      | 44         |
|                                    | Partito Nazionale Liberale                                                                                 | PNL      | 1 486 402 | 25,18 | 93                  | 5,14       | 24         |
|                                    | Alleanza 2020 USR PLUS - Unione Salvate la Romania - Partito della Libertà, dell'Unità e della Solidarietà | USR PLUS | 906 965   | 15,37 | 55 USR: 38 PLUS: 17 | 6,50       | 25         |
|                                    | Alleanza per l'Unione dei Romeni                                                                           | AUR      | 535 831   | 9,08  | 32                  |            |            |
|                                    | Unione Democratica Magiara di Romania                                                                      | UDMR     | 339 030   | 5,74  | 21                  | 0,45       | Stabile    |
|                                    | Partito del Movimento Popolare                                                                             | PMP      | 284 502   | 4,82  | -                   | 0,53       | 18         |
|                                    | PRO Romania                                                                                                | PRO      | 241 272   | 4,09  | -                   |            |            |
|                                    | Partito Ecologista Romeno                                                                                  | PER      | 65 808    | 1,12  | -                   | 0,23       | Stabile    |
|                                    | Partito del Potere Umanista                                                                                | PPU      | 59 465    | 1,01  | -                   | 0,97       | Stabile    |
|                                    | Partito Grande Romania                                                                                     | PRM      | 32 655    | 0,55  | -                   | 0,49       | Stabile    |
|                                    | Alleanza Rinascita Nazionale                                                                               | ARN      | 21 662    | 0,37  | -                   |            |            |
|                                    | Partito Verde                                                                                              | PV       | 20 615    | 0,35  | -                   | 0,34       | Stabile    |
|                                    | Partito Socialista Romeno                                                                                  | PSR      | 19 695    | 0,33  | -                   | 0,02       | Stabile    |
|                                    | Valeriu Nicolae (Indipendente)                                                                             | Ind.     | 16 343    | 0,28  | -                   |            |            |
|                                    | Partito dei Rom                                                                                            | PR       | 14 525    | 0,25  | 1                   | 0,07       | Stabile    |
|                                    | Partito Nuova Romania                                                                                      | PNR      | 14 093    | 0,24  | -                   | 0,21       | Stabile    |
|                                    | Associazione Lega degli Albanesi di Romania                                                                | ALAR     | 9 031     | 0,15  | 1                   | 0,08       | Stabile    |
|                                    | Forum Democratico dei Tedeschi in Romania                                                                  | FDGR     | 7 582     | 0,13  | 1                   | 0,05       | Stabile    |
|                                    | Associazione dei Macedoni di Romania                                                                       | AMR      | 7 144     | 0,12  | 1                   | 0,04       | Stabile    |
|                                    | Unione Ellenica di Romania                                                                                 | UER      | 6 096     | 0,10  | 1                   | 0,02       | Stabile    |
|                                    | Unione degli Ucraini di Romania                                                                            | UUR      | 5 458     | 0,09  | 1                   | 0,07       | Stabile    |
|                                    | Unione Democratica degli Slovacchi e dei Cechi di Romania                                                  | UDSCR    | 5 386     | 0,09  | 1                   | Stabile    | Stabile    |
|                                    | Comunità dei Russi Lipoveni di Romania                                                                     | CRLR     | 5 146     | 0,09  | 1                   | Stabile    | Stabile    |
|                                    | Unione Bulgara del Banato                                                                                  | UBB      | 4 853     | 0,08  | 1                   | 0,02       | Stabile    |
|                                    | Unione dei Serbi di Romania                                                                                | USR      | 4 692     | 0,08  | 1                   | Stabile    | Stabile    |
|                                    | Associazione degli Italiani di Romania                                                                     | RO.AS.IT | 4 170     | 0,07  | 1                   | 0,02       | Stabile    |
|                                    | Unione degli Armeni di Romania                                                                             | UAR      | 3 820     | 0,06  | 1                   | 0,01       | Stabile    |
|                                    | Unione Culturale dei Ruteni di Romania                                                                     | UCRR     | 3 779     | 0,06  | 1                   | 0,02       | Stabile    |
|                                    | Unione dei Polacchi di Romania                                                                             | UPR      | 3 751     | 0,06  | 1                   | 0,01       | Stabile    |
|                                    | Nuova Destra                                                                                               | ND       | 3 552     | 0,06  | -                   |            |            |
|                                    | Unione Democratica Turca di Romania                                                                        | UDTR     | 3 540     | 0,06  | 1                   | 0,02       | Stabile    |
|                                    | Federazione delle Comunità Ebraiche di Romania                                                             | FCER     | 3 509     | 0,06  | 1                   | 0,01       | Stabile    |
|                                    | Unione dei Croati di Romania                                                                               | UCR      | 3 345     | 0,06  | 1                   | 0,01       | Stabile    |
|                                    | Unione Democratica dei Tatari Turco-Musulmani di Romania                                                   | UDTTMR   | 2 862     | 0,05  | 1                   |            |            |
|                                    | Partito Nazionale Contadino Maniu-Mihalache                                                                | PNȚMM    | 2 727     | 0,05  | -                   |            |            |
|                                    | Partito Alternativa Giusta                                                                                 | AD       | 2 005     | 0,03  | -                   |            |            |
|                                    | Partito Social Democratico dei Lavoratori                                                                  | PSDM     | 1 912     | 0,03  | -                   |            |            |
|                                    | Partito Nazione Romena                                                                                     | PNR      | 1 755     | 0,03  | -                   |            |            |
|                                    | Gabriel Oprea (Indipendente)                                                                               | Ind.     | 825       | 0,01  | -                   |            |            |
|                                    | RE:START Romania                                                                                           | RE:START | 537       | 0,01  | -                   |            |            |
|                                    | Blocco dell'Unità Nazionale                                                                                | BUN      | 293       | 0,00  | -                   | 0,01       | Stabile    |
|                                    | Partito dei Comunisti                                                                                      | PC       | 213       | 0,00  | -                   |            |            |
|                                    | Forza Nazionale                                                                                            | FN       | 148       | 0,00  | -                   |            |            |
|                                    | Altri candidati indipendenti                                                                               | Ind.     | 39 179    | 0,69  | -                   |            |            |
| Totale                             | Totale | Totale   | 5 901 959 |       | 329                 |            | Stabile    |
| Fonte: Ufficio Elettorale Centrale | |          |           |       |                     |            |            |

| Voti nulli                  | 155 815    |
| Votanti (affluenza: 31,95%) | 6 059 113  |
| Aventi diritto voto         | 18 964 642 |

Senato
| Liste                              | Liste | Liste    | Voti      | %     | Seggi              | Differenza | Differenza |
| Liste                              | Liste | Liste    | Voti      | %     | Seggi              | %          | Seggi      |
| ---------------------------------- | --- | -------- | --------- | ----- | ------------------ | ---------- | ---------- |
|                                    | Partito Social Democratico                                                                                 | PSD      | 1 732 289 | 29,32 | 47                 | 16,36      | 20         |
|                                    | Partito Nazionale Liberale                                                                                 | PNL      | 1 511 227 | 25,58 | 41                 | 5,16       | 11         |
|                                    | Alleanza 2020 USR PLUS - Unione Salvate la Romania - Partito della Libertà, dell'Unità e della Solidarietà | USR PLUS | 936 864   | 15,86 | 25 USR: 17 PLUS: 8 | 6,94       | 12         |
|                                    | Alleanza per l'Unione dei Romeni                                                                           | AUR      | 541 938   | 9,17  | 14                 |            |            |
|                                    | Unione Democratica Magiara di Romania                                                                      | UDMR     | 348 262   | 5,89  | 9                  | 0,35       | Stabile    |
|                                    | Partito del Movimento Popolare                                                                             | PMP      | 291 485   | 4,93  | -                  | 0,72       | 8          |
|                                    | PRO Romania                                                                                                | PRO      | 244 227   | 4,13  | -                  |            |            |
|                                    | Partito Ecologista Romeno                                                                                  | PER      | 78 656    | 1,33  | -                  | 0,24       | Stabile    |
|                                    | Partito del Potere Umanista                                                                                | PPU      | 70 536    | 1,19  | -                  | 1,15       | Stabile    |
|                                    | Partito Grande Romania                                                                                     | PRM      | 38 475    | 0,65  | -                  | 0,53       | Stabile    |
|                                    | Alleanza Rinascita Nazionale                                                                               | ARN      | 23 773    | 0,40  | -                  |            |            |
|                                    | Partito Socialista Romeno                                                                                  | PSR      | 23 094    | 0,39  | -                  | 0,08       | Stabile    |
|                                    | Partito Verde                                                                                              | PV       | 23 085    | 0,39  | -                  | 0,38       | Stabile    |
|                                    | Partito Nuova Romania                                                                                      | PNR      | 19 520    | 0,33  | -                  | 0,30       | Stabile    |
|                                    | Ștefan Voloșeniuc (Indipendente)                                                                           | Ind.     | 7 440     | 0,13  | -                  |            |            |
|                                    | Nuova Destra                                                                                               | ND       | 4 347     | 0,07  | -                  |            |            |
|                                    | Partito Social Democratico dei Lavoratori                                                                  | PSDM     | 3 855     | 0,07  | -                  |            |            |
|                                    | Partito Nazionale Contadino Maniu-Mihalache                                                                | PNȚMM    | 2 803     | 0,05  | -                  |            |            |
|                                    | Partito Alternativa Giusta                                                                                 | AD       | 2 233     | 0,04  | -                  |            |            |
|                                    | Partito Nazione Romena                                                                                     | PNR      | 2 061     | 0,03  | -                  |            |            |
|                                    | Partito dei Comunisti                                                                                      | PC       | 763       | 0,01  | -                  |            |            |
|                                    | RE:START Romania                                                                                           | RE:START | 753       | 0,01  | -                  |            |            |
|                                    | Blocco dell'Unità Nazionale                                                                                | BUN      | 410       | 0,01  | -                  | Stabile    | Stabile    |
|                                    | Forza Nazionale                                                                                            | FN       | 268       | 0,00  | -                  |            |            |
| Totale                             | Totale | Totale   | 5 908 364 |       | 136                |            | Stabile    |
| Fonte: Ufficio Elettorale Centrale | |          |           |       |                    |            |            |

| Voti nulli                  | 149 396    |
| Votanti (affluenza: 31,95%) | 6 059 113  |
| Aventi diritto voto         | 18 964 642 |

### Risultati per distretto
Camera dei deputati
| Distretto                             | Affluenza | %     | %     | %        | %     | %     | %     | %    | %     |
| Distretto                             | Affluenza | PSD   | PNL   | USR PLUS | AUR   | UDMR  | PMP   | PRO  | Altri |
| ------------------------------------- | --------- | ----- | ----- | -------- | ----- | ----- | ----- | ---- | ----- |
| Alba                                  | 34,97%    | 20,67 | 36,53 | 14,01    | 12,29 | 2,89  | 4,49  | 3,31 | 5,80  |
| Arad                                  | 29,77%    | 22,38 | 27,18 | 14,45    | 13,69 | 6,06  | 4,38  | 3,94 | 7,91  |
| Argeș                                 | 33,38%    | 43,32 | 18,00 | 14,44    | 6,92  | 0,18  | 4,51  | 5,16 | 7,47  |
| Bacău                                 | 27,95%    | 36,94 | 21,49 | 13,09    | 11,34 | 0,92  | 4,77  | 3,66 | 7,79  |
| Bihor                                 | 37,32%    | 18,72 | 32,50 | 6,98     | 8,48  | 21,14 | 2,49  | 3,83 | 5,87  |
| Bistrița-Năsăud                       | 31,79%    | 27,60 | 31,16 | 7,03     | 8,16  | 3,62  | 10,91 | 2,72 | 8,81  |
| Botoșani                              | 28,98%    | 43,10 | 19,30 | 7,66     | 14,47 | 0,31  | 3,42  | 5,85 | 5,89  |
| Brașov                                | 31,88%    | 20,58 | 25,62 | 26,79    | 7,68  | 4,95  | 3,50  | 3,61 | 7,27  |
| Brăila                                | 29,68%    | 44,38 | 17,71 | 9,14     | 10,33 | 0,32  | 5,09  | 4,46 | 8,58  |
| Bucarest                              | 31,16%    | 26,17 | 21,52 | 29,39    | 4,87  | 0,17  | 5,64  | 4,15 | 8,08  |
| Buzău                                 | 34,82%    | 47,79 | 16,53 | 8,80     | 7,69  | 0,18  | 8,82  | 7,26 | 2,92  |
| Caraș-Severin                         | 29,94%    | 32,73 | 31,59 | 7,27     | 6,79  | 0,52  | 6,44  | 4,17 | 10,50 |
| Călărași                              | 31,44%    | 45,51 | 28,89 | 6,68     | 9,39  | 0,09  | 3,30  | 2,66 | 3,48  |
| Cluj                                  | 34,09%    | 13,50 | 32,44 | 23,67    | 5,47  | 11,98 | 3,98  | 3,33 | 5,63  |
| Costanza                              | 31,60%    | 24,72 | 26,18 | 18,00    | 14,00 | 0,27  | 4,46  | 3,20 | 9,17  |
| Covasna                               | 31,18%    | 8,02  | 5,08  | 4,58     | 2,84  | 70,35 | 1,75  | 2,38 | 4,99  |
| Dâmbovița                             | 33,09%    | 45,25 | 23,21 | 9,20     | 7,15  | 0,24  | 4,34  | 5,95 | 4,66  |
| Dolj                                  | 36,82%    | 45,68 | 24,15 | 11,00    | 5,02  | 0,27  | 4,96  | 3,75 | 5,16  |
| Galați                                | 29,77%    | 36,37 | 22,44 | 13,83    | 9,06  | 0,40  | 4,94  | 4,61 | 8,34  |
| Giurgiu                               | 36,94%    | 32,03 | 46,60 | 5,08     | 5,14  | 0,22  | 2,72  | 4,61 | 3,60  |
| Gorj                                  | 37,30%    | 40,27 | 24,07 | 9,12     | 6,92  | 0,61  | 4,49  | 6,73 | 7,78  |
| Harghita                              | 37,25%    | 4,06  | 3,23  | 1,80     | 1,39  | 85,87 | 1,05  | 0,68 | 1,92  |
| Hunedoara                             | 33,04%    | 38,85 | 23,36 | 10,04    | 10,55 | 2,42  | 3,11  | 5,16 | 6,52  |
| Ialomița                              | 26,21%    | 40,16 | 21,06 | 7,99     | 11,86 | 0,40  | 2,75  | 9,03 | 6,74  |
| Iași                                  | 26,78%    | 25,85 | 24,50 | 20,14    | 12,34 | 0,26  | 5,51  | 3,75 | 7,64  |
| Ilfov                                 | 34,99%    | 24,00 | 30,83 | 20,94    | 8,18  | 0,20  | 3,97  | 5,30 | 6,57  |
| Maramureș                             | 28,98%    | 25,68 | 27,18 | 14,15    | 7,29  | 5,15  | 8,18  | 4,63 | 7,73  |
| Mehedinți                             | 42,61%    | 40,26 | 35,52 | 3,94     | 4,70  | 0,26  | 7,31  | 3,71 | 4,30  |
| Mureș                                 | 31,84%    | 16,15 | 15,81 | 10,65    | 6,30  | 36,98 | 5,45  | 3,44 | 5,22  |
| Neamț                                 | 29,09%    | 33,07 | 23,60 | 12,71    | 13,72 | 0,17  | 4,22  | 4,50 | 8,02  |
| Olt                                   | 37,63%    | 57,27 | 19,92 | 5,15     | 5,64  | 0,16  | 2,71  | 4,96 | 4,19  |
| Prahova                               | 30,13%    | 28,89 | 27,16 | 15,46    | 9,40  | 0,23  | 5,07  | 4,19 | 9,61  |
| Satu Mare                             | 29,26%    | 14,11 | 19,25 | 9,23     | 5,66  | 37,15 | 2,47  | 5,03 | 7,09  |
| Sălaj                                 | 36,93%    | 21,03 | 27,21 | 11,57    | 6,50  | 23,85 | 2,73  | 2,55 | 4,56  |
| Sibiu                                 | 31,78%    | 13,70 | 41,64 | 22,46    | 8,71  | 1,17  | 3,81  | 2,18 | 6,32  |
| Suceava                               | 28,96%    | 28,13 | 24,14 | 9,75     | 14,51 | 0,36  | 5,98  | 4,13 | 13,00 |
| Teleorman                             | 37,61%    | 42,03 | 39,26 | 5,13     | 3,61  | 0,26  | 2,33  | 3,58 | 3,78  |
| Timiș                                 | 30,56%    | 19,41 | 24,24 | 28,71    | 7,64  | 2,51  | 5,66  | 3,67 | 8,15  |
| Tulcea                                | 27,67%    | 29,78 | 27,26 | 11,05    | 11,57 | 0,41  | 3,31  | 5,97 | 10,64 |
| Vaslui                                | 23,55%    | 36,97 | 21,14 | 10,33    | 12,73 | 0,55  | 3,43  | 6,17 | 8,67  |
| Vâlcea                                | 33,88%    | 39,01 | 27,23 | 9,12     | 8,14  | 0,40  | 5,08  | 3,71 | 7,31  |
| Vrancea                               | 32,97%    | 33,82 | 34,21 | 8,20     | 13,19 | 0,13  | 4,02  | 3,21 | 3,23  |
| Estero                                | -         | 3,37  | 24,93 | 32,59    | 23,24 | 1,15  | 8,49  | 1,87 | 4,37  |
| Fonte: Autorità Elettorale Permanente |           |       |       |          |       |       |       |      |       |

Senato
| Distretto                             | Affluenza | %     | %     | %        | %     | %     | %    | %     | %     |
| Distretto                             | Affluenza | PSD   | PNL   | USR PLUS | AUR   | UDMR  | PMP  | PRO   | Altri |
| ------------------------------------- | --------- | ----- | ----- | -------- | ----- | ----- | ---- | ----- | ----- |
| Alba                                  | 34,97%    | 21,84 | 35,97 | 14,65    | 12,65 | 2,97  | 4,33 | 3,18  | 4,40  |
| Arad                                  | 29,77%    | 22,36 | 27,15 | 14,46    | 13,67 | 6,09  | 4,30 | 3,86  | 8,11  |
| Argeș                                 | 33,38%    | 43,58 | 18,55 | 14,62    | 7,95  | 0,20  | 4,74 | 5,26  | 5,12  |
| Bacău                                 | 27,95%    | 36,14 | 21,47 | 13,12    | 12,39 | 0,94  | 5,09 | 3,94  | 6,91  |
| Bihor                                 | 37,32%    | 19,31 | 33,93 | 6,88     | 8,62  | 21,42 | 2,18 | 3,63  | 4,02  |
| Bistrița-Năsăud                       | 31,79%    | 29,62 | 32,22 | 8,34     | 9,40  | 3,75  | 9,60 | 2,98  | 4,07  |
| Botoșani                              | 28,98%    | 44,01 | 20,05 | 7,72     | 14,42 | 0,36  | 3,33 | 5,67  | 4,45  |
| Brașov                                | 31,88%    | 20,60 | 26,60 | 27,03    | 7,89  | 4,99  | 3,61 | 3,59  | 5,69  |
| Brăila                                | 29,68%    | 44,04 | 17,97 | 9,78     | 11,65 | 0,36  | 4,88 | 4,63  | 6,70  |
| Bucarest                              | 31,16%    | 27,13 | 21,41 | 31,77    | 4,91  | 0,22  | 6,52 | 3,53  | 4,51  |
| Buzău                                 | 34,82%    | 46,60 | 16,49 | 8,79     | 8,10  | 0,18  | 9,43 | 7,33  | 3,07  |
| Caraș-Severin                         | 29,94%    | 32,92 | 33,67 | 7,18     | 7,49  | 0,59  | 5,98 | 4,51  | 7,66  |
| Călărași                              | 31,44%    | 44,10 | 28,60 | 6,71     | 9,42  | 0,11  | 3,12 | 2,78  | 5,17  |
| Cluj                                  | 34,09%    | 13,65 | 32,45 | 23,56    | 6,02  | 11,95 | 4,16 | 3,17  | 5,03  |
| Costanza                              | 31,60%    | 24,93 | 26,95 | 18,38    | 14,24 | 0,29  | 4,66 | 3,42  | 7,13  |
| Covasna                               | 31,18%    | 8,10  | 5,18  | 4,81     | 3,03  | 72,29 | 1,85 | 2,78  | 1,96  |
| Dâmbovița                             | 33,09%    | 45,58 | 23,73 | 9,09     | 7,63  | 0,29  | 4,14 | 5,56  | 3,98  |
| Dolj                                  | 36,82%    | 46,26 | 24,62 | 10,89    | 5,13  | 0,28  | 5,23 | 3,79  | 3,80  |
| Galați                                | 29,77%    | 37,29 | 22,74 | 13,94    | 9,96  | 0,48  | 5,04 | 4,85  | 5,70  |
| Giurgiu                               | 36,94%    | 32,10 | 46,92 | 5,15     | 5,60  | 0,26  | 2,80 | 4,58  | 2,59  |
| Gorj                                  | 37,30%    | 39,75 | 26,34 | 8,56     | 7,90  | 0,66  | 4,98 | 6,41  | 5,40  |
| Harghita                              | 37,25%    | 4,18  | 3,17  | 2,04     | 1,36  | 86,35 | 1,00 | 0,69  | 1,21  |
| Hunedoara                             | 33,04%    | 39,72 | 23,13 | 10,40    | 10,55 | 2,45  | 3,31 | 5,00  | 5,44  |
| Ialomița                              | 26,21%    | 39,38 | 20,07 | 8,23     | 12,79 | 0,43  | 2,78 | 10,49 | 5,83  |
| Iași                                  | 26,78%    | 26,13 | 24,86 | 20,55    | 12,78 | 0,25  | 4,98 | 3,89  | 6,56  |
| Ilfov                                 | 34,99%    | 24,28 | 31,07 | 21,91    | 8,43  | 0,29  | 4,12 | 5,35  | 4,55  |
| Maramureș                             | 28,98%    | 25,93 | 27,78 | 14,41    | 8,06  | 5,06  | 8,96 | 4,20  | 5,60  |
| Mehedinți                             | 42,61%    | 41,02 | 35,14 | 4,22     | 4,95  | 0,31  | 7,40 | 3,87  | 3,09  |
| Mureș                                 | 31,84%    | 15,81 | 16,85 | 10,51    | 7,23  | 38,75 | 4,41 | 3,80  | 2,64  |
| Neamț                                 | 29,09%    | 33,50 | 23,17 | 13,11    | 14,34 | 0,18  | 4,46 | 4,57  | 6,66  |
| Olt                                   | 37,63%    | 58,14 | 19,89 | 5,21     | 5,83  | 0,21  | 2,91 | 4,77  | 3,05  |
| Prahova                               | 30,13%    | 32,04 | 29,31 | 17,61    | 0,00  | 0,41  | 6,17 | 5,49  | 8,98  |
| Satu Mare                             | 29,26%    | 15,31 | 20,64 | 9,30     | 6,16  | 37,92 | 2,73 | 5,45  | 2,49  |
| Sălaj                                 | 36,93%    | 20,71 | 27,27 | 12,31    | 6,40  | 24,40 | 2,99 | 2,78  | 3,13  |
| Sibiu                                 | 31,78%    | 13,77 | 41,79 | 23,46    | 8,90  | 1,24  | 3,98 | 2,39  | 4,48  |
| Suceava                               | 28,96%    | 28,53 | 24,63 | 10,61    | 14,71 | 0,42  | 6,21 | 4,29  | 10,59 |
| Teleorman                             | 37,61%    | 42,71 | 38,89 | 5,05     | 4,01  | 0,36  | 2,35 | 3,56  | 3,07  |
| Timiș                                 | 30,56%    | 19,49 | 24,65 | 29,41    | 8,71  | 2,56  | 5,59 | 3,99  | 5,59  |
| Tulcea                                | 27,67%    | 31,30 | 27,87 | 11,32    | 13,63 | 0,49  | 3,22 | 6,24  | 5,93  |
| Vaslui                                | 23,55%    | 38,29 | 21,45 | 10,67    | 12,61 | 0,71  | 3,73 | 6,39  | 6,16  |
| Vâlcea                                | 33,88%    | 39,56 | 27,73 | 9,03     | 8,46  | 0,44  | 4,64 | 3,75  | 6,40  |
| Vrancea                               | 32,97%    | 33,66 | 34,47 | 8,27     | 13,44 | 0,15  | 3,83 | 3,12  | 3,06  |
| Estero                                | -         | 3,34  | 25,13 | 32,82    | 23,30 | 1,19  | 8,04 | 1,96  | 4,21  |
| Fonte: Autorità Elettorale Permanente |           |       |       |          |       |       |      |       |       |

## Conseguenze

### Reazioni
Il voto fu viziato da una scarsa affluenza, la più bassa della storia della Romania a partire dalla rivoluzione del 1989. I primi exit poll restituirono un quadro che vedeva appaiati PSD e PNL su cifre intorno al 30%, con i socialdemocratici in lieve vantaggio, e l'USR PLUS terzo con poco più del 15%.
Tale scenario spinse il presidente del PNL Ludovic Orban a dichiarare la vittoria del proprio partito, affermando di confidare nelle altre forze democratiche europeiste di centro-destra per la formazione di una ferma maggioranza parlamentare. Dacian Cioloș confermò la disponibilità dell'USR PLUS ad un'alleanza, dichiarandosi pronto ad andare al governo in coalizione con il PNL in modo da realizzare le riforme di cui il paese aveva bisogno.
Il leader del PSD Marcel Ciolacu contestò le parole di Orban, reclamando che il risultato, al contrario, era un chiaro segno della sconfitta delle politiche messe in atto nell'ultimo anno dall'esecutivo PNL. Per tale motivo il suo partito avrebbe presentato al presidente della Romania alcuni nomi per la designazione di un nuovo primo ministro.
Un ulteriore elemento di sorpresa scaturito dagli exit poll fu l'exploit (oltre il 5%) della forza ultranazionalista dell'Alleanza dell'Unione dei Romeni, la cui presa sull'elettorato fu verificata solamente da alcuni sondaggi immediatamente precedenti il voto e fu ignorata per buona parte della campagna elettorale. In base ai risultati provvisori il partito di George Simion e Claudiu Târziu avrebbe sicuramente superato la soglia di sbarramento, a differenza di altre formazioni originariamente più quotate, come il PMP e PRO Romania. A tal proposito Victor Ponta non nascose la sua personale delusione per la dura sconfitta, mentre il 9 dicembre Eugen Tomac si dimise da presidente del PMP. George Simion rese noto che AUR non avrebbe appoggiato alcun governo né con il PSD, né con il PNL e che sarebbe andato all'opposizione.
Il leader dell'UDMR Hunor Kelemen ribadì il proprio sostegno ad un'eventuale coalizione di centro-destra. Il 7 dicembre il senatore Barna Tánczos espresse pubblicamente il proprio disappunto sul risultato conseguito dell'AUR, dichiarando che nel XXI secolo un simile partito non avrebbe dovuto aver posto in un parlamento democratico. Esprimendosi sulla polemica il presidente dell'AUR Simion catalogò come assurde tali osservazioni e rispose che nella nuova legislatura si sarebbe battuto per l'adozione di una previsione costituzionale che avrebbe vietato la formazione di partiti su base etnica, che avrebbe colpito direttamente l'UDMR.
Nel pomeriggio del 7 dicembre, nella prima uscita ufficiale successiva alle elezioni, il presidente della Romania Klaus Iohannis espresse la propria preoccupazione per la bassa affluenza alle urne, mentre comunicò che nei giorni seguenti avrebbe indetto consultazioni per la formazione di un governo di coalizione di centro-destra, soluzione che rispecchiava i suoi desideri.

### Dimissioni di Ludovic Orban
Con il procedere dello spoglio fu chiaro che la differenza tra PSD e PNL sarebbe stata di quasi 5 punti, risultato molto distante dalle previsioni del partito e che, in seguito ad un colloquio con il capo di Stato, nella sera del 7 dicembre spinse Ludovic Orban a rassegnare le proprie dimissioni da primo ministro. In sua sostituzione fu indicato ad interim il ministro della difesa Nicolae Ciucă.

### Nascita del governo Cîțu
Il 12 dicembre PNL, USR PLUS e UDMR avviarono i negoziati per la formazione di un governo di coalizione. I primi giorni, tuttavia, a causa di divergenze sulle nomine del primo ministro e dei presidenti delle due camere, non portarono a risultati concreti. Il 14 dicembre, quindi, tutti i partiti si presentarono alle consultazioni con il presidente della repubblica con un proprio candidato. Il PNL propose il ministro delle finanze Florin Cîțu, mentre l'USR PLUS Dacian Cioloș. L'UDMR non sottopose alcun nominativo al vaglio del capo di Stato, sottolineando che il ruolo di premier sarebbe dovuto andare ad un rappresentante del partito con più voti in seno alla coalizione. Il PSD sostenne l'ipotesi di un governo di unione nazionale con a capo Alexandru Rafila, mentre l'AUR indicò Călin Georgescu. Iohannis annunciò che sarebbe stato necessario un secondo giro di consultazioni.
Nella sera del 18 dicembre, i tre gruppi di centro-destra comunicarono di aver trovato un accordo di governo, che fu ufficialmente firmato il 21 dicembre. Il documento prevedeva le nomine Florin Cîțu a primo ministro, che sarebbe stato affiancato da due vice primi ministri (Dan Barna per l'USR PLUS e Hunor Kelemen per l'UDMR), di Ludovic Orban alla presidenza della camera dei deputati e di Anca Paliu Dragu (USR PLUS) a quella del senato.
Il nuovo parlamento fu convocato il 21 dicembre. Il giorno successivo Iohannis organizzò un ulteriore giro di consultazioni, cui i nuovi partner di governo si presentarono congiuntamente. Il PSD non inviò una propria delegazione, reclamando che il capo di Stato avesse ignorato il voto popolare e le proprie indicazioni e che, per tale motivo, il partito avrebbe condotto un'opposizione totale al nuovo governo. Nella sera del 22 dicembre Iohannis incaricò Cîțu della formazione di un nuovo gabinetto.
Nel pomeriggio del 23 dicembre il primo ministro designato si presentò in parlamento per il voto di fiducia. La nascita del governo Cîțu fu approvata con 260 voti favorevoli e 186 contrari. Nella sera della stessa giornata prestò giuramento di fronte al presidente della repubblica.